# Oued Aïssi
Oued Aïssi är ett vattendrag i Algeriet.   Det ligger i provinsen Tizi Ouzou, i den norra delen av landet, 90 km öster om huvudstaden Alger.